# Шахин (прицел)

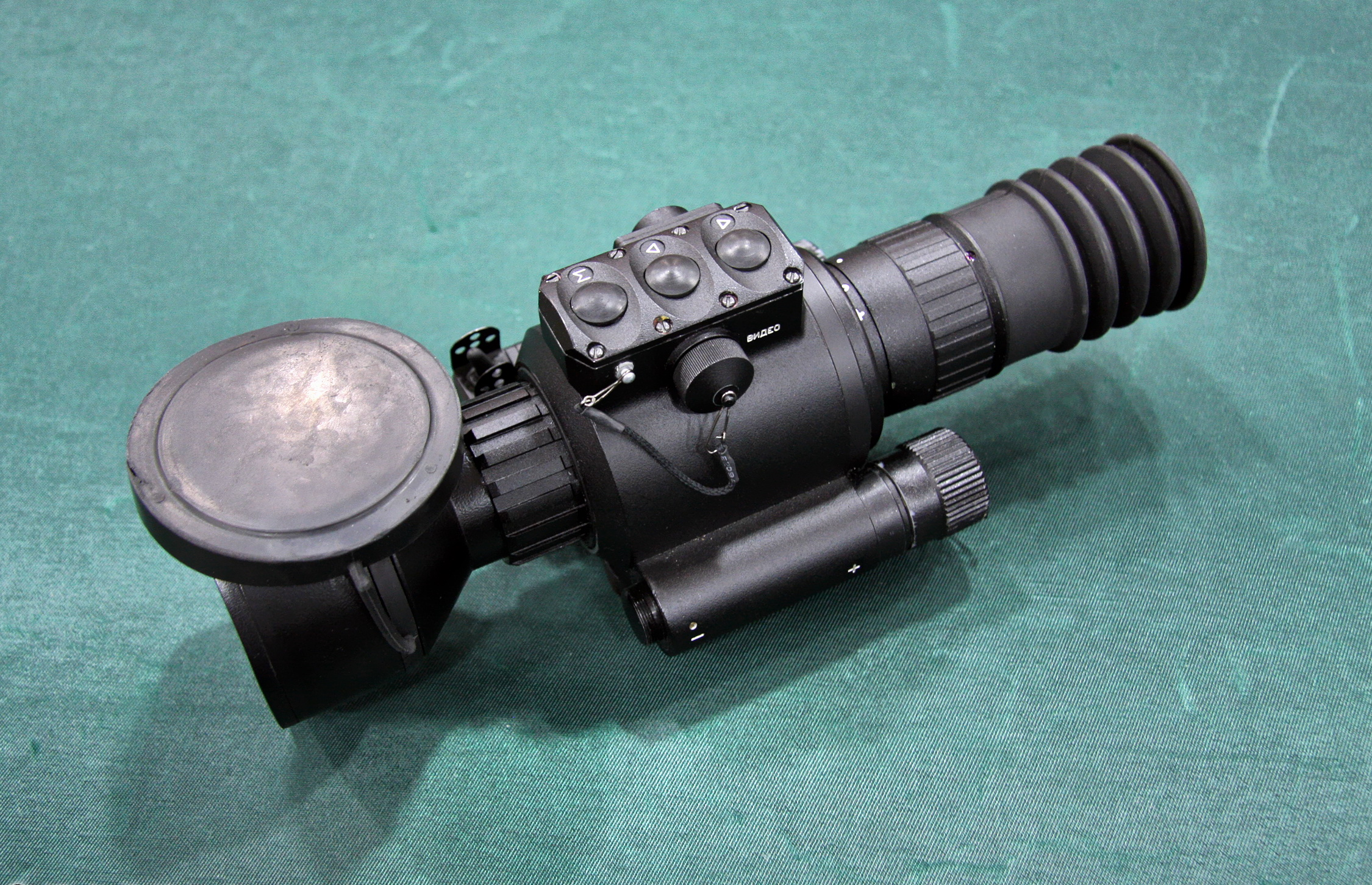
Прицел Шахин в гражданском исполнении

Шахин — российский тепловизионный прицел разработки Центрального научно-исследовательского института «Циклон», входящего в холдинг «Росэлектроника». Главный конструктор - Сдобников А.Е. Является единственным неохлаждаемым тепловизионным прицелом полностью российской разработки. Сборка основана на французских матрицах ULIS. Первые испытания «Шахина» состоялись 1 февраля 2012 года в Пскове на базе десантно-штурмовой дивизии ВДВ.

## Конструкция
В основе устройства прицела лежит чувствительная к тепловому излучению неохлаждаемая фотоприёмная матрица из аморфного кремния, работающая в диапазоне 8-14 мкм. Блок электронной обработки прицела Шахин позволяет сохранять данные баллистики для 7 типов оружия, а также вводить горизонтальные и вертикальные поправки во время стрельбы.
Прицел универсален по типу крепления, подходит на все виды оружия как с планками Пикатинни, так и на стандартный «Ласточкин хвост» (автоматы семейства АК, снайперскую винтовку СВД, единые пулеметы ПКМ и «Печенег», а также - крупнокалиберный пулемет «Корд)». Имеется возможность сохранить параметры одного оружия и переставить прицел на другое, при этом повторная пристрелка не требуется. Первичная калибровка прицела занимает около 10 секунд.

## ТТХ
- Фотоприёмник — неохлаждаемый микроболометр 160 х 120
- Фокусное расстояние объектива, мм — 71
- Поле зрения, град — 4,5 х 3,4
- Удаление выходного зрачка, мм — 55
- Установка окуляра, диоптр — ± 3
- Увеличение, крат — 3,6
- Минимальное расстояние наблюдения, м — 10
- Дальность обнаружения объекта типа "человек", м — не менее 500
- Дальность распознавания объекта типа "человек", м — до 400
- Минимонитор ОСИД
- Время непрерывной работы, час — не менее 4
- Рабочая температура, град — -20 - +50
- Время выхода на рабочий режим, сек
  - в нормальных условиях — не более 30
  - при температуре окружающей среды −20 °С — не более 90
- Масса, кг — не более 1,7
- Габаритные размеры, мм — 290 х 205 х 110

## Преимущества и недостатки
Прицел позволяет различать цель в полной темноте, в дыму и очень плотном тумане, делая изображение в инфракрасных лучах видимым. Его использование позволяет вовремя обнаружить и идентифицировать вероятные угрозы в условиях недостаточной видимости, и впоследствии уничтожить цель с безопасного расстояния. Устойчив к ослеплению световыми помехами, не требует использования приборов подсветки . Позволяет вести огонь из укрытия, используя нашлемный монитор, может быть интегрирован в автоматизированную систему управления войсками.
Препятствием для работы служит холодный ливень, так как вода непрозрачна для теплового излучения. Конструкция не предназначена для оружия крупного калибра. Узкое поле зрения затрудняет поиск на местности противника с заранее неизвестными координатами.

## Использование

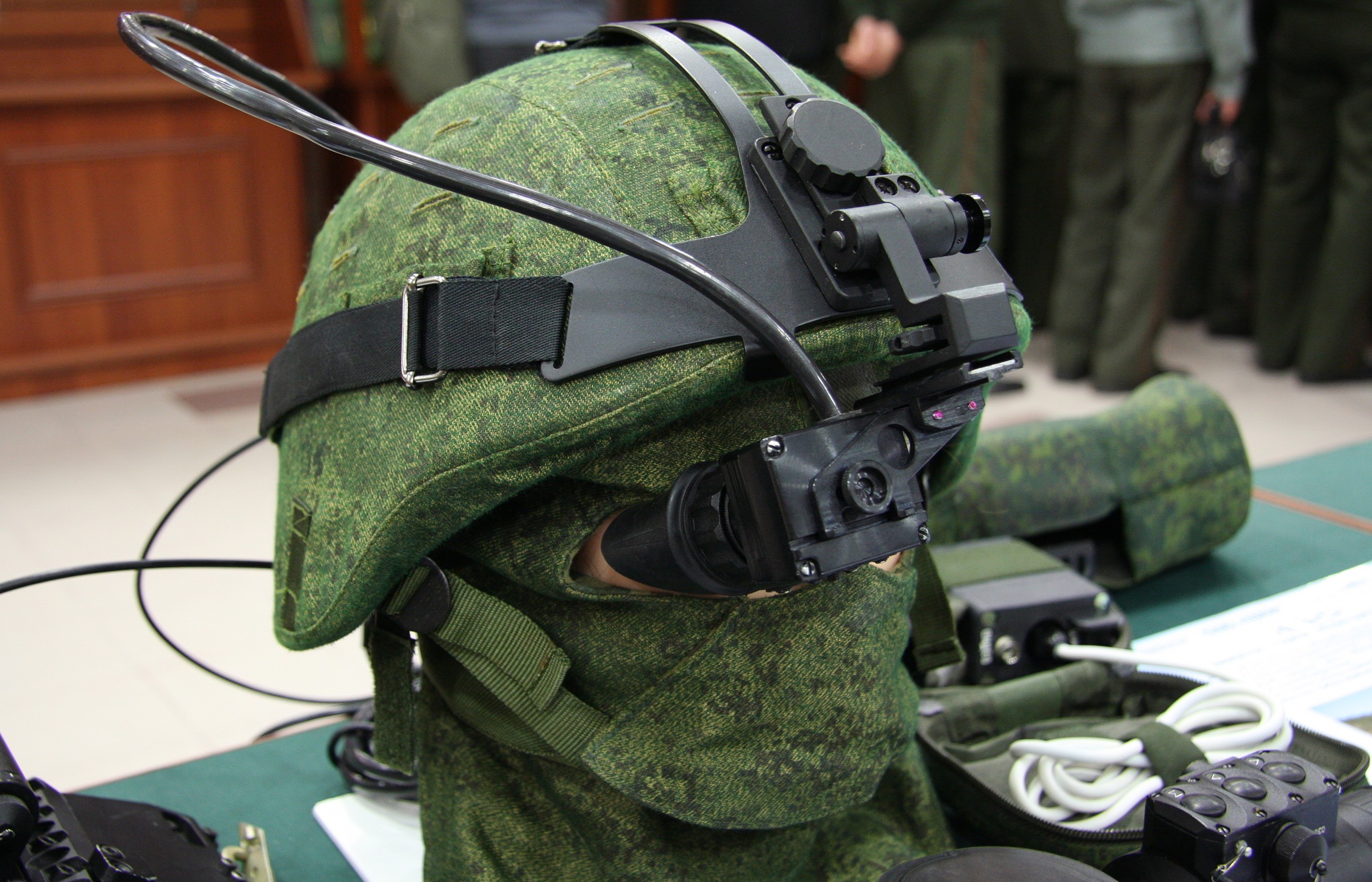
Нашлемный монитор экипировки "Ратник"

Входит в комплект экипировки «Ратник».
Используется совместно с нашлемным монитором с системой управления, на который выводится изображение с прицела.